# Porcellana de l'Alcora
La Reial Fàbrica de Pisa Fina i Porcellana de l'Alcora fou una manufactura reial creada el 1727 a L'Alcora a iniciativa de Bonaventura Ximénez d'Urrea i Abarca de Bolea, IX comte d'Aranda, pare del posterior comte d'Aranda Pedro Pablo Abarca de Bolea, que formaria part dels equips de govern il·lustrats de Carles III i Carles IV, i fou qui impulsà aquesta fàbrica més destacadament. Tancà al 1945.
Fou la primera fàbrica industrial de ceràmica castellonenca, zona rica en terres argilenques i aigua, on hi havia una llarga tradició de terrisseria popular.

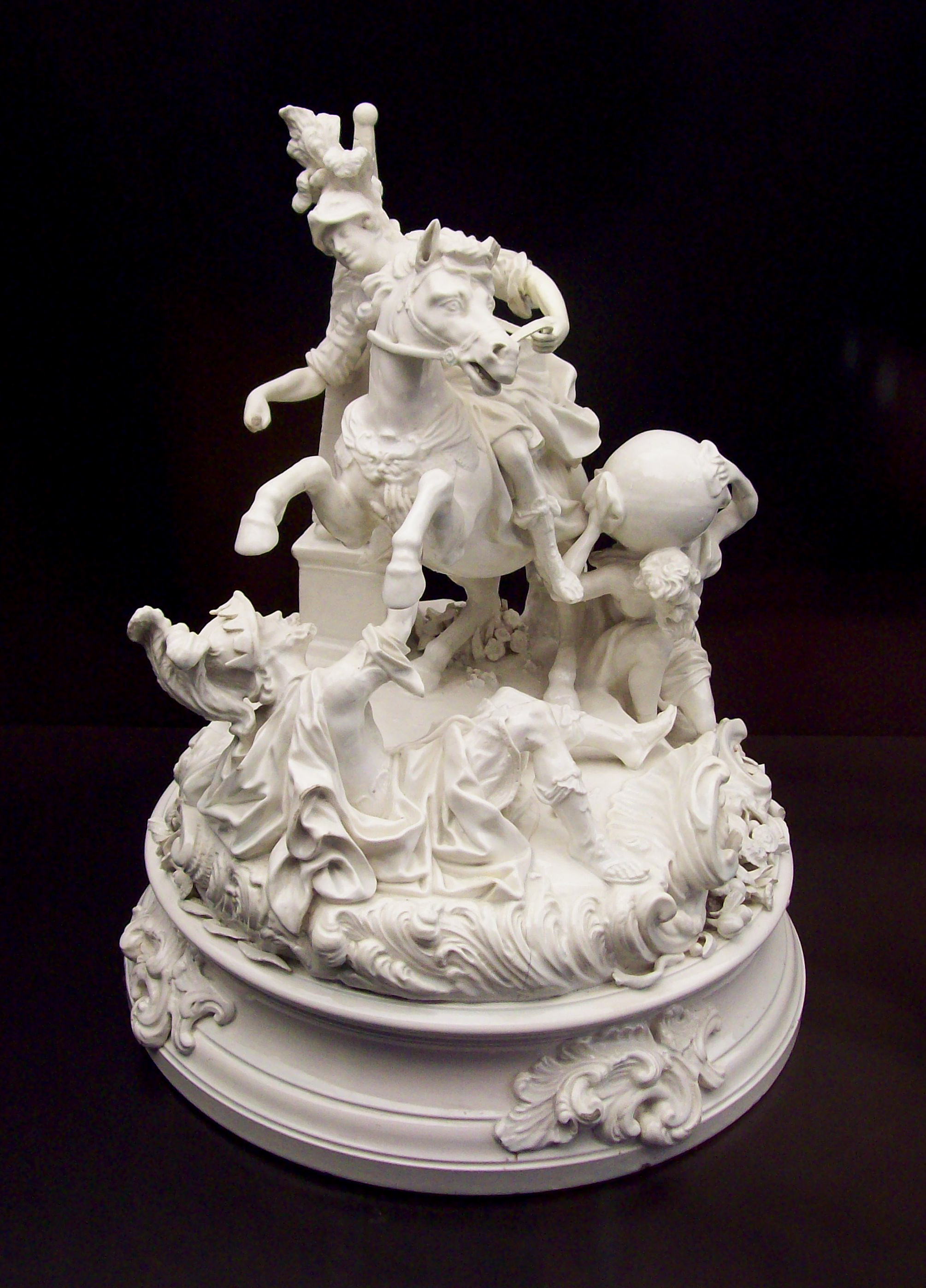
Grup escultòric amb Alexandre el Gran sobre Bucèfal. Museu Arqueològic Nacional de Madrid

## Història
Al domini d'Alcalatén, a la vila de l'Alcora, pertanyent al IX comte Aranda, partint de l'antiga tradició terrissaire de la vila i amb el vistiplau dels Borbons i la cort francesa, fundà una fàbrica de ceràmica; s'abandonà la producció pròpia de la zona a favor d'un producte imitador francès. Així, se substituïren el color vistós i els traços de dibuix forts per tons delicats i línies suaus. Es tractaren d'aconseguir materials més fins, front a la rudesa popular de la ceràmica valenciana. Per a la nova fàbrica, el comte d'Aranda contractà els vint-i-quatre terrissers de la població. En principi s'usà l'argila de L'Alcora, roja i rica en òxid de ferro, «terra d'ollers», que se substituí per una altra de la propera muntanya de Sant Cristòfol, més pobra en ferro, i després d'unes proves es barrejà en la proporció de sis parts amb una setena de l'antiga «terra d'ollers»; així es coïen les peces a més temperatura i tenien més consistència. El resultat en fou una pisa rosada i amb el vernís esquerdat, característica de la primera producció de L'Alcora. El comte aconseguí la tutela del rei Felip V, així com drets, l'exempció d'imposts, que afavoriren la fàbrica i els empleats.

### Primera època
Inicialment, un grup de mestres francesos, Joseph Olérys, Eduard Roux i Sebastian Carbonell, foren contractats com a dibuixant, pintor i modelador, respectivament, per imitar la vaixella elaborada a Moustiers-Sainte-Marie que, amb Marsella i Nevers, eren els principals centres de ceràmica a la França meridional; aquests artesans renovaren les decoracions i introduïren el cànon de l'art barroc: safates amb vores lobulades, centres de taula amb ramells de flors, o tests amb anses i en forma de mascaró. José Ochando treballà en la fàbrica com a dibuixant i mestre de talla per la seua formació com a escultor, a més s'ocupà dels aprenents:{{Citació|Entre els mestres pintors n'hi ha un principal que és Joseph Ochando, que té a càrrec l'Acadèmia que hi ha a la fàbrica per a ensenyar els aprenents i el govern dels altres mestres i oficials.
Es desenvolupà en aquest temps en primer lloc el color blau d'«estil Bérain», precursor del rococó, i passà després a altres peces amb una policromia més abundant. El 1736 la fàbrica tenia 136 empleats i una producció mensual de més de 25.000 peces, que es reduí a 90 empleats i 17.000 peces al 1743, després d'un període de crisi de vendes i reivindicacions laborals dels aprenents. En els fons de la Col·lecció Espínola, es guarda una factura manuscrita del 26 de juny de 1748, en què es consigna el preu d'una adquisició de 50 peces de la Reial Fàbrica, a més dels dibuixos i colors. La temàtica xinesa, posada de moda durant els regnats de Lluís XIV i Lluís XV de França arran de les nombroses importacions de la Companyia francesa de les Índies Orientals, feu que també s'elaboraren en aquesta fàbrica vaixelles i decoracions en porcellana de pasta tova en què apareixien petits xinesos amb el característic barret cònic, així com ocells exòtics que recordaven la porcellana oriental. Hi destacà en aquesta època el pintor Miquel Soliva, alcorí que realitzà bon nombre de vaixelles i plaques amb aquestes decoracions. Altres fills del país que hi treballaren foren els germans Causada, fins a 1750, en què es traslladaren a Talavera de la Reina.

### Segona època

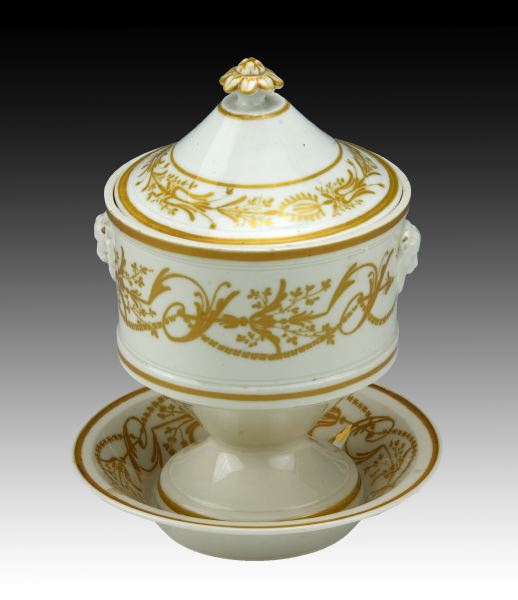
Sucrera de porcellana de l'Alcora

És en la segona època de la fàbrica, entre 1742 i 1798, quan aconsegueix la plenitud de producció i resultats. Aquest període coincideix amb la direcció del fill del fundador Pedro Pablo (X comte d'Aranda). A la cerca d'una «porcellana veritable», es contractà successivament tècnics francesos i saxons com François Haly, Johan Christian Knipfer, François Martin, Pierre Cloosterman i Christoph Boull, i el suís Petro Reinhart. El producte assolit, després de nombrosos assaigs fallits, era semblant a la porcellana francesa, però no s'obtingué l'anhelada «porcellana dura» d'estil Meissen sinó la tova. Es treballava amb una gran varietat de tècniques i materials, com la majòlica, i la pisa de diferents qualitats, amb temes barrocs, com espelmes simulant troncs d'arbres amb figures blanques sobre peanyes retorçudes. Els gerros tenien tapadores plenes de fruita; i també es feren plaques amb marcs de rocalla que servien de cornucòpies. Les escenes pictòriques centrals representaven ruïnes romanes d'influència italiana. Entre els mestres locals destacaren, a més del citat José Ochando, Jacint Causada i l'escultor Julià López, que elaborà petits grups escultòrics sobre trons de rocalla.
Plats d'engany

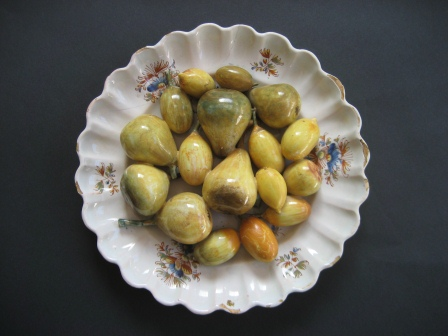
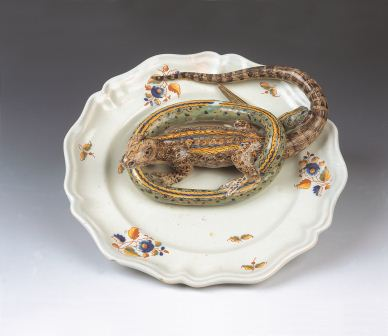

També hi realitzà models el prestigiós dibuixant Julià Mas, nascut a l'Alcora, que després d'haver treballat a la fàbrica fou director de Dibuix i Gravat de la Reial Acadèmia de Belles Arts de Sant Carles a València. D'aquest període fecund és la sèrie de «fauna de l'Alcora», en què es feu pisa policroma; en la mateixa línia es troben els anomenats «plats d'engany», en què es representen fruita i animals en relleu. Finalment s'hi imposà l'estil neoclàssic i les decoracions, amb pintura en or fi i color sèpia.
El Museu de Belles Arts de Boston (Estats Units) conté una excepcional creació d'aquesta època: una consola del període 1761-63, únic exemple conegut de moble elaborat en porcellana de l'Alcora. Possiblement l'encarregà el comte d'Aranda.

### Tercera època
La tercera època de la fàbrica comença amb el pas de la propietat a Pere Alcàntara, duc d'Híxar, en morir el comte d'Aranda el 1798 sense descendència directa. La nova direcció, a causa dels pocs beneficis que s'obtenia, suprimí la producció de porcellana i se centrà més en l'elaboració d'escultura en pisa i en terra de pipa. A causa de la Guerra del Francés comença la veritable decadència de la fàbrica; durant aquesta època s'elaboraren alguns «patriòtics espanyols», com el grup que representa el lleó de Castella devorant l'àguila imperial napoleònica, o sèries que estaven decorades amb medallons amb Ferran VII o el general Wellington. En ser destruïda la fàbrica del Bon Retir a Madrid, els artistes italians Poggeti i Palmerani es traslladen a l'Alcora, circumstància que ha provocat confusions per distingir la ceràmica entre ambdues fàbriques. Per aquest temps es comença a emprar la decoració calcogràfica: estampació realitzada mecànicament que en disminueix el valor artístic. El 1848 la fàbrica fou arrendada i el 1858 es vengué a la família Girona, industrials catalans que el 1895 la tanquen definitivament.

## Galeria d'imatges

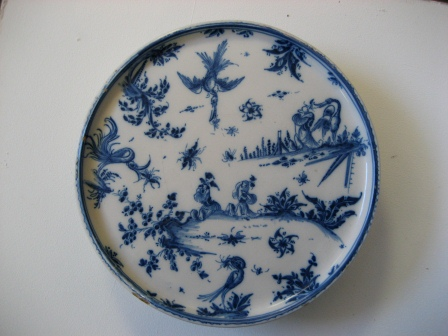
Sotacopa amb decoració xinesa de color blau. Cap a 1735
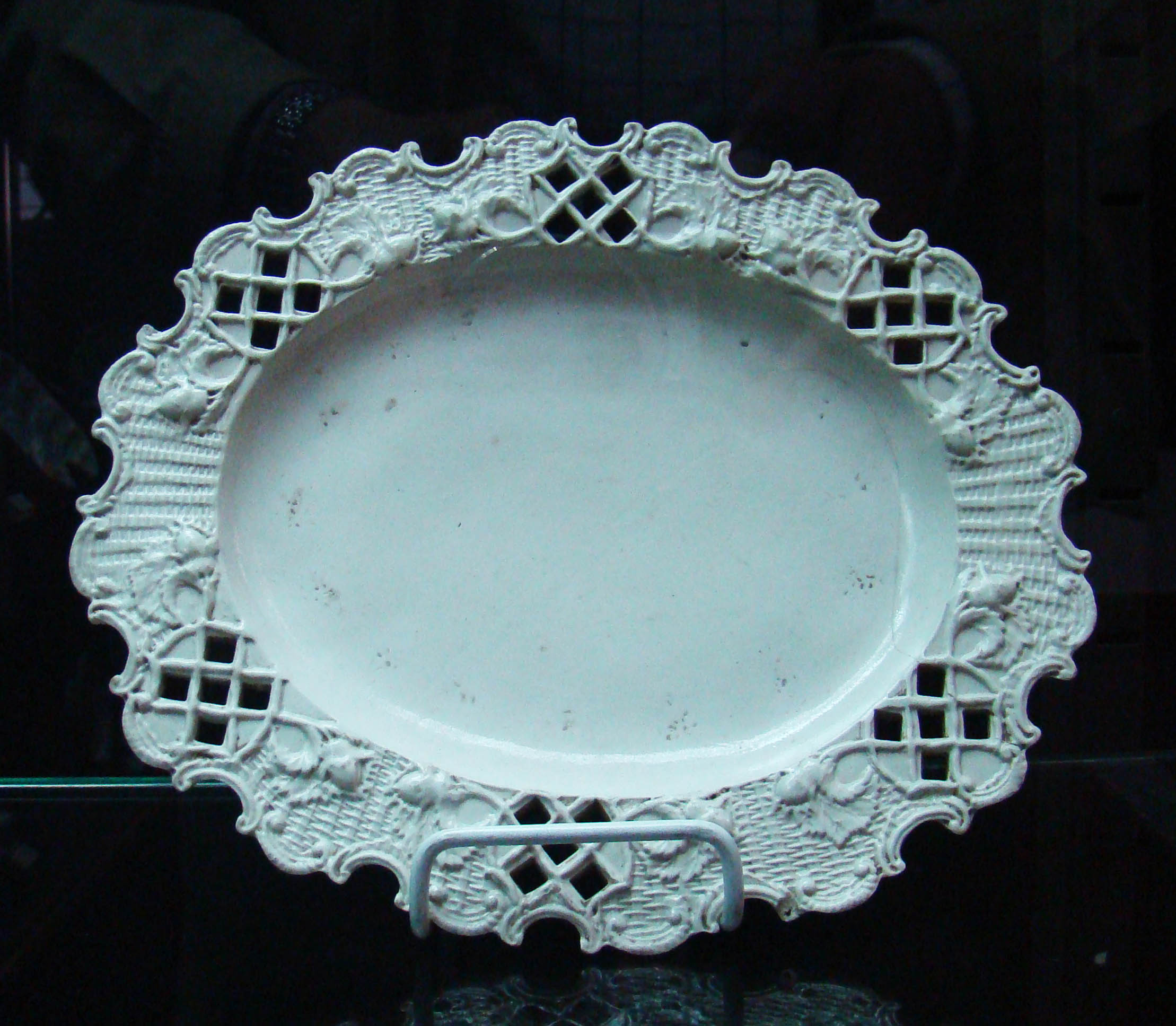
Font de pisa blanca conservada al Museu de Valladolid del Palau de Fabio Nelli
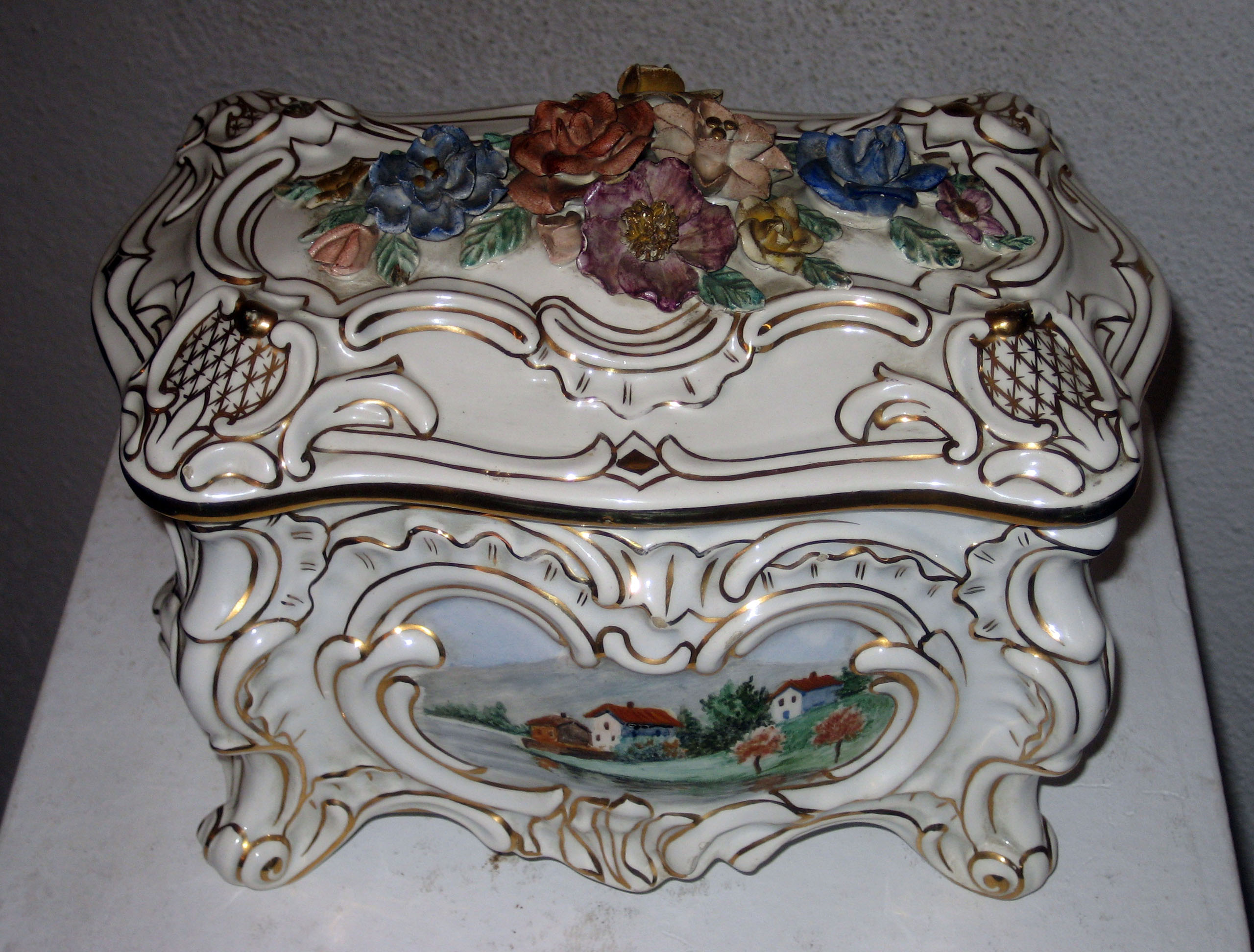
Caixa amb tapadora decorada amb flors de la darrera etapa de la fàbrica